# Les Allobroges
Les Allobroges is het volkslied van Savoye.
Het lied is geschreven door Joseph Dessaix en waarschijnlijk gecomponeerd door Giacomo Consterno (of Conterno) in 1855. Het volkslied is voor het eerst gezongen in Chambéry te 1856, als reactie op de staatsgreep van Louis Napoleon Bonaparte in 1851. In dit volkslied staat vrijheid, broederschap, gelijkheid en liefde hoog in het vaandel, en komen er geen hatelijke of gewelddadige teksten in voor.

## Tekst
Je te salue, ô terre hospitalière

Où le malheur trouva protection

D'un peuple libre arborant la bannière

Je vins fêter la constitution

Proscrite hélas ! J'ai dû quitter la France

Pour m'abriter sous un climat plus doux

Mais au foyer a relui l'espérance

Et maintenant et maintenant je suis fière de vous.

Refrein:

Allobroges vaillants ! dans vos vertes campagnes

Accordez-moi toujours asile et sûreté

Car j'aime à respirer l'air pur de vos montagnes:

Je suis la Liberté ! la Liberté !

Au cri d'appel des peuples en alarme,

J'ai répondu par un cri de réveil

Sourd à ma voix ces esclaves sans armes

Restèrent tous dans un profond sommeil

Relève-toi ma Pologne héroïque

Car pour t'aider je m'avance à grands pas,

Secoue enfin ton sommeil léthargique

Et je le veux, et je le veux, tu ne périras pas.

(refrein)

Un mot d'amour à la belle Italie

Alsaciens vers vous je reviendrai,

Un mot d'amour au peuple qui supplie,

Forte avec tous et je triompherai.

En attendant le jour de délivrance

Priant les dieux d'écarter leur courroux

Pour faire luire un rayon d'espérance

Bons Savoisiens, bons Savoisiens, je resterai vers vous.

(refrein)

Déjà j'ai fait, oh ! beau pays de France

Sur les sillons briller mon arc-en-ciel

J'ai déjà fait pour ton indépendance

Le premier pas pays béni du ciel,

Ecoute bien mes leçons salutaires,

En confiant en ta grande cité,

Réveille donc les grands mots de tes pères

Fraternité, fraternité, amour, égalité.

(refrein)

Chez les humains toujours je fais ma ronde;

Mon but unique est de tous les unir

J'espère bien faire le tour du monde

Et triompher dans un prompt avenir

Je veux raser ces murailles altières

Qui des tyrans abritent le courroux

Je veux bientôt tomber les frontières

La terre doit être libre pour tous.

(refrein)